# Premiile muzicale Radio România Actualități 2011
A noua gală a premiilor muzicale Radio România a fost ținută pe 13 martie 2011 în Sala Radio din București, având ca scop recunoașterea celor mai populari artiști români din anul 2010. A fost transmisă în direct pe stațiile Radio România Actualități și Radio România Internațional, difuzată pe posturile TVR 1 și TVR Internațional, și prezentată de Gianina Corondan și Bogdan Pavlică. Premiul Artistul anului i-a revenit [[]]. 

## Spectacole
| Artiști          | Melodii |
| ---------------- | ------- |
| Loredana         | „”      |
| Nico             | „”      |
| Corina Chiriac   | „”      |
| Andreea Bănică   | „”      |
| Lucky Marinescu  | „[[]]”  |
| Smiley           | „”      |
| Paula Seling Ovi | „”      |
| Nicu Alifantis   | „”      |
| Vunk             | „”      |
| Taxi             | „”      |
| Victor Socaciu   | „”      |
| Bere Gratis      | „”      |
| Adrian Cristescu | „”      |

## Prezentatori
- [[]] - a prezentat premiul pentru .
- [[]] - a prezentat premiul pentru .
- [[]] - a prezentat premiul pentru , revendicat de [[]] în numele .
- [[]] - a prezentat premiul pentru .
- [[]] - a prezentat premiul pentru .
- [[]] - a prezentat premiul pentru .
- [[]] și [[]] - i-au înmânat Premiul  lui [[]].
- [[]] - a prezentat premiul pentru .
- - a prezentat premiul Big Like - Facebook.
- [[]] și [[]] - au prezentat premiul .
- [[]] și [[]] - i-au înmânat Premiul pentru întreaga carieră compozitorului [[]].
- [[]] - a prezentat premiul .
- [[]] - a prezentat premiul .
- [[]] - a prezentat premiul pentru .
- [[]] - a prezentat premiul pentru Cea mai bună voce masculină.
- [[]] - a prezentat premiul .
- [[]] - a anunțat premiul .

Gabriel Marica, Titus Andrei, Ștefan Naftanailă, Bogdan Pavlică, Mihai Elekeș, Mihai Cosmin Popescu, Georgeta Cernat, Cristi Marica, Robert Ionescu, Florin Silviu Ursulescu, Gabriel Bassarabescu, Camelia Banța, Nicolae Gagiu, Liviu Zamora, Patricia Jipescu, Octavian Ursulescu, Andrei Partoș și Gabriela Scraba

## Câștigători și nominalizați
| Artistul anului | Radio România Junior |
| --- | --- |
| - Paula & Ovi - INNA - Mădălina Manole | - Maria Crăciun - Andreea Olariu - Mădălina Lefter |
| Cel mai bun interpret | Cea mai bună interpretă |
| - Ștefan Bănică Jr. - Keo - Horia Brenciu | - Nico - Loredana - Paula Seling |
| Cel mai bun cântec pop | Cel mai bun album pop |
| - „Playing With Fire” - Paula Seling și Ovi - „Don’t Wanna Miss You” - Cătălin Josan - „Marea dragoste” - Mădălina Manole - „Plec pe Marte” - Smiley - „Poate undeva” - Nico - „Superlove” - Ștefan Bănică Jr. | - Superlove - Ștefan Bănică Jr. - Love Mail - Nico - 09 Mădălina Manole - Mădălina Manole |
| Cel mai bun cântec latino dance | Cel mai bun cântec pop-dance |
| - „Love in Brasil” - Andreea Bănică - „Abella” - Andra - „Liber” - Keo | - „Love Is For Free” - Smiley - „Disco Romancing” - Elena Gheorghe - „Don’t Say It’s Over” - Alex Velea - „Love in Brasil” - Andreea Bănică - „My Beautiful One” – Xonia și Deepcentral - „Something New” – Andra - „Sun Is Up” – INNA |
| Cel mai bun album pop-dance | Cel mai bun artist pop-dance |
| - Hot - INNA - Plec pe Marte - Smiley - Secret - Alex Velea | - INNA - Alex Velea - DJ Project - Smiley |
| Cel mai bun cântec pop-rock | Cel mai bun album pop-rock |
| - „Stai pe-același drum” - Bere Gratis - „Ai un loc” - Direcția 5 - „Cât aș vrea să zbor” - Iris - „Cele două cuvinte” - Taxi - „Vreau o țară ca afară” - Vunk                                                 | - Ca pe vremuri - Vunk - XII porți - Iris - Romantic - Direcția 5 |
| Cel mai bun album de muzică ușoară | Cel mai bun grup pop-rock |
| - O rochie de mireasă - Nicolae Caragea și Corina Chiriac - Cântece de alcov - Dan Iagnov - Doi trecători - Lucia Bubulac                                                                                      | - Vunk - Direcția 5 - Iris |
| Cel mai bun cântec folk | Cel mai bun album folk |
| - „Nu te lăsa” - Victor Socaciu - „Cântec de grădinar” - Nicu Alifantis - „Iisus în celulă” - Florin Săsărman                                                                                                  | - Cântece de șemineu - Nicu Alifantis - Iedera - Victor Socaciu - Curcubeu - Maria Gheorghiu - Muchia de cuțit - Florin Săsărman |
| Cel mai bun artist folk | Cel mai bun compozitor |
| - Nicu Alifantis - Florin Săsărman - Victor Socaciu | - Ovidiu Cernăuțeanu - Adrian Cristescu - Nicolae Caragea - Smiley |
| Cel mai bun mesaj | Cel mai bun concept discografic |
| - „Cele două cuvinte” - Taxi - „Locul potrivit” - Guess Who - „Vreau o țară ca afară” - Vunk | - Iubiland – Loredana - Cântece de șemineu - Nicu Alifantis - Cântece de alcov - Dan Iagnov - O rochie de mireasă - Corina Chiriac și Nicolae Caragea                                                                                  |

## Premii speciale
Ediția din 2011 a premiilor a inclus trei trofee speciale, care să nu aibă parte de nominalizări anterioare. Au fost acordate două premii pentru întreaga carieră, unul interpretei Lucky Marinescu și unul solistului Constantin Drăghici, și premiul Radio România Actualități: aveți un prieten! cântărețului Adrian Cristescu.